# Discografia di Joe Satriani
La seguente è una discografia comprensiva del chitarrista statunitense Joe Satriani.

## Album in studio
| Anno                                                                                               | Titolo | Classifiche | Classifiche | Classifiche | Classifiche | Classifiche | Classifiche | Classifiche | Classifiche | Classifiche | Classifiche | Classifiche | Classifiche | Classifiche | Classifiche | Certificazioni              |
| Anno                                                                                               | Titolo | US          | AUS         | AUT         | CAN         | FIN         | FRA         | GER         | ITA         | NLD         | NOR         | NZ          | SWE         | SWI         | UK          | Certificazioni              |
| -------------------------------------------------------------------------------------------------- | --- | ----------- | ----------- | ----------- | ----------- | ----------- | ----------- | ----------- | ----------- | ----------- | ----------- | ----------- | ----------- | ----------- | ----------- | --------------------------- |
| 1986                                                                                               | Not of This Earth - Pubblicazione: 1986 - Etichetta: Epic Records                                           | —           | —           | —           | —           | —           | —           | —           | —           | —           | —           | —           | —           | —           | —           |                             |
| 1987                                                                                               | Surfing with the Alien - Pubblicazione: 15 ottobre 1987 - Etichetta: Epic Records                           | 29          | 10          | —           | 53          | —           | —           | —           | —           | —           | —           | 16          | —           | —           | —           | - UK: Argento - US: Platino |
| 1989                                                                                               | Flying in a Blue Dream - Pubblicazione: 30 ottobre 1989 - Etichetta: Epic Records                           | 23          | 21          | —           | 25          | —           | —           | —           | —           | 76          | —           | 7           | 34          | —           | —           | - UK: Argento - US: Oro     |
| 1992                                                                                               | The Extremist - Pubblicazione: 21 luglio 1992 - Etichetta: Epic Records                                     | 22          | 29          | —           | 27          | —           | —           | 55          | —           | 44          | 5           | 16          | 35          | 11          | 13          | - US: Oro                   |
| 1993                                                                                               | Time Machine - Pubblicazione: 26 ottobre 1993 - Etichetta: Epic Records                                     | 95          | —           | —           | —           | —           | —           | 87          | —           | 72          | —           | —           | —           | —           | 32          | - US: Oro                   |
| 1995                                                                                               | Joe Satriani - Pubblicazione: ottobre 1995 - Etichetta: Epic Records                                        | 51          | —           | —           | —           | 34          | —           | —           | —           | 66          | —           | 27          | —           | 36          | 21          |                             |
| 1998                                                                                               | Crystal Planet - Pubblicazione: 3 marzo 1998 - Etichetta: Epic Records                                      | 50          | —           | —           | —           | 35          | 10          | 73          | —           | 54          | —           | —           | —           | 40          | 32          |                             |
| 2000                                                                                               | Engines of Creation - Pubblicazione: 14 marzo 2000 - Etichetta: Epic Records                                | 90          | —           | —           | —           | —           | 37          | —           | —           | 79          | —           | —           | —           | 86          | 78          |                             |
| 2002                                                                                               | Strange Beautiful Music - Pubblicazione: 25 giugno 2002 - Etichetta: Epic Records                           | 140         | —           | —           | —           | —           | 38          | 92          | 33          | 84          | —           | —           | —           | 78          | —           |                             |
| 2004                                                                                               | Is There Love in Space? - Pubblicazione: 13 aprile 2004 - Etichetta: Epic Records                           | 80          | —           | —           | —           | —           | 45          | —           | 53          | 97          | —           | —           | —           | 83          | 86          |                             |
| 2006                                                                                               | Super Colossal - Pubblicazione: 14 marzo 2006 - Etichetta: Epic Records                                     | 86          | —           | —           | —           | —           | 86          | —           | 97          | 89          | —           | —           | —           | 83          | —           |                             |
| 2008                                                                                               | Professor Satchafunkilus and the Musterion of Rock - Pubblicazione: 31 marzo 2008 - Etichetta: Epic Records | 89          | —           | —           | —           | —           | 57          | 92          | 77          | 57          | —           | —           | —           | 67          | 75          |                             |
| 2010                                                                                               | Black Swans and Wormhole Wizards - Pubblicazione: 5 ottobre 2010 - Etichetta: Epic Records                  | 45          | —           | 65          | —           | —           | 39          | 85          | 35          | 32          | —           | —           | —           | 34          | 62          |                             |
| 2013                                                                                               | Unstoppable Momentum - Pubblicazione: 7 maggio 2013 - Etichetta: Epic Records                               | 42          | —           | 60          | —           | —           | 77          | 67          | 61          | 59          | —           | —           | 54          | 32          | 44          |                             |
| 2015                                                                                               | Shockwave Supernova - Pubblicazione: 24 luglio 2015 - Etichetta: Sony Music                                 | 46          | 23          | —           | —           | 34          | 32          | 40          | 47          | 11          | —           | —           | —           | 13          | 22          |                             |
| 2018                                                                                               | What Happens Next - Pubblicazione: 12 gennaio 2018 - Etichetta: Sony Music                                  | 42          | 20          | 53          | 45          | 50          | 38          | 51          | 74          | 61          | —           | —           | —           | 9           | 40          |                             |
| "—" indica una pubblicazione che non si è classificata o che non è stata pubblicata in quel Paese. | |             |             |             |             |             |             |             |             |             |             |             |             |             |             |                             |

## Raccolte
| Anno | Titolo                                                                                               |
| ---- | --- |
| 1993 | The Beautiful Guitar - Pubblicazione: 1993 - Etichetta: Epic Records                                 |
| 2003 | The Electric Joe Satriani: An Anthology - Pubblicazione: 18 novembre 2003 - Etichetta: Epic Records  |
| 2005 | One Big Rush: The Genius of Joe Satriani - Pubblicazione: 29 novembre 2005 - Etichetta: Epic Records |
| 2008 | Joe Satriani Original Album Classics - Pubblicazione: 16 giugno 2008 - Etichetta: Epic Records       |

## Album dal vivo
| Anno | Titolo                                                                                    | Certificazioni                             |
| ---- | ----------------------------------------------------------------------------------------- | ------------------------------------------ |
| 2001 | Live in San Francisco - Pubblicazione: 19 giugno 2001 - Etichetta: Sony Music             | - UK: Oro (Video) - US: 2× Platino (Video) |
| 2006 | Satriani Live! - Pubblicazione: 31 ottobre 2006 - Etichetta: Red Ink                      |                                            |
| 2010 | Live in Paris: I Just Wanna Rock - Pubblicazione: 2 febbraio 2010 - Etichetta: Sony Music |                                            |
| 2012 | Satchurated: Live in Montreal - Pubblicazione: 24 aprile 2012 - Etichetta: Sony Music     |                                            |

## Extended play
| Anno | Titolo                                                                        | Classifiche | Certificazioni |
| Anno | Titolo                                                                        | US          | Certificazioni |
| ---- | ----------------------------------------------------------------------------- | ----------- | -------------- |
| 1984 | Joe Satriani - Pubblicazione: 1984 - Etichetta: Rubina Records                | —           |                |
| 1988 | Dreaming #11 - Pubblicazione: novembre 1988 - Etichetta: Epic Records         | 42          | - US: Oro      |
| 2000 | Additional Creations - Pubblicazione: 14 marzo 2000 - Etichetta: Epic Records | —           |                |

## Collaborazioni
| Anno | Artista                              | Album                               |
| ---- | ------------------------------------ | ----------------------------------- |
| 1986 | Crowded House                        | Crowded House                       |
| 1986 | Greg Kihn                            | Love And Rock And Roll              |
| 1987 | Danny Gottlieb                       | Aquamarine                          |
| 1988 | Stuart Hamm                          | Radio Free Albemuth                 |
| 1988 | Blue Öyster Cult                     | Imaginos                            |
| 1988 | Possessed                            | The Eyes of Horror                  |
| 1991 | Alice Cooper                         | Hey Stoopid                         |
| 1992 | Brian May                            | Back to the Light                   |
| 1992 | Spinal Tap                           | Break Like the Wind                 |
| 1996 | Pat Martino                          | All Sides Now                       |
| 1996 | Greg Kihn                            | King Biscuit Flower Hour            |
| 1997 | Steve Vai / Eric Johnson             | G3: Live in Concert                 |
| 1997 | Steve Vai / Alex Lifeson / Joe Perry | Merry Axemas Volume 1               |
| 2003 | Steve Vai / Yngwie Malmsteen         | G3: Rockin' in the Free World       |
| 2003 | The Yardbirds                        | Birdland                            |
| 2004 | Jordan Rudess                        | Rhythm of Time                      |
| 2005 | Steve Vai / John Petrucci            | G3: Live in Tokyo                   |
| 2006 | Ian Gillan                           | Gillan's Inn                        |
| 2006 | Particle                             | Transformations Live for the People |
| 2007 | John 5                               | The Devil Knows My Name             |
| 2007 | Dream Theater                        | Systematic Chaos                    |
| 2007 | Stanley Clarke                       | Guitar Masters, Vol. 1              |
| 2008 | Funtwo                               | YouTube Live                        |
| 2008 | Jason Becker                         | Collection                          |
| 2008 | Dave Martone                         | Clean                               |
| 2009 | Chickenfoot                          | Chickenfoot                         |
| 2010 | Steve Miller Band                    | Bingo!                              |
| 2010 | Tarja                                | What Lies Beneath                   |
| 2011 | Chickenfoot                          | Chickenfoot III                     |
| 2013 | Steve Hunter                         | The Manhattan Blues Project         |
| 2017 | Marco Minnemann                      | Borrego                             |
| 2017 | Chickenfoot                          | Best+Live                           |